# Martovce
Martovce (Hongaars:Martos) is een Slowaakse gemeente in de regio Nitra, en maakt deel uit van het district Komárno.
Martovce telt 758 inwoners.